# Linia opóźniająca

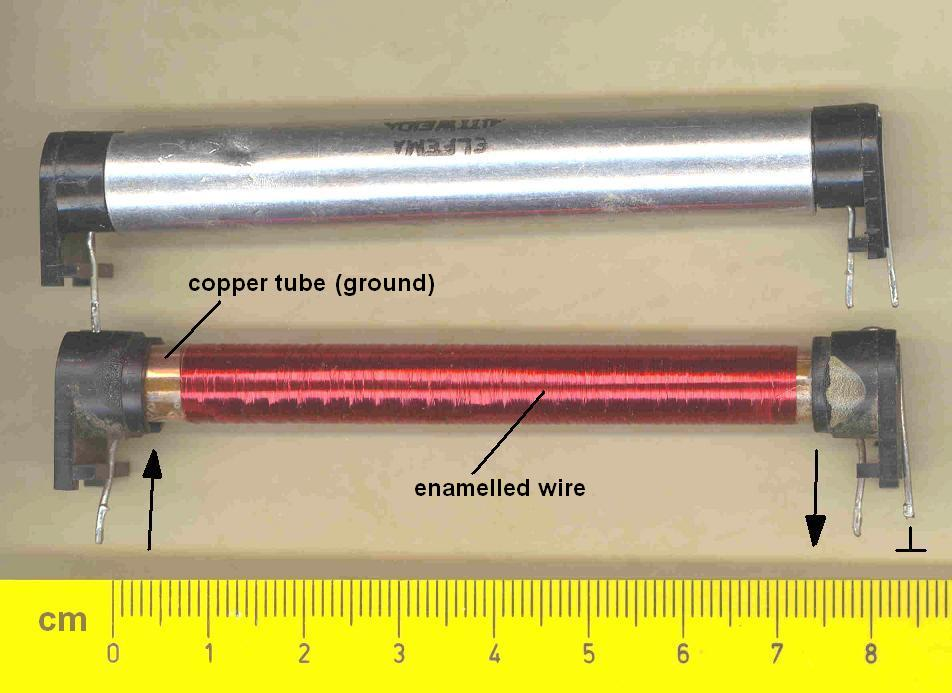
Elektryczna linia opóźniająca (450ns)

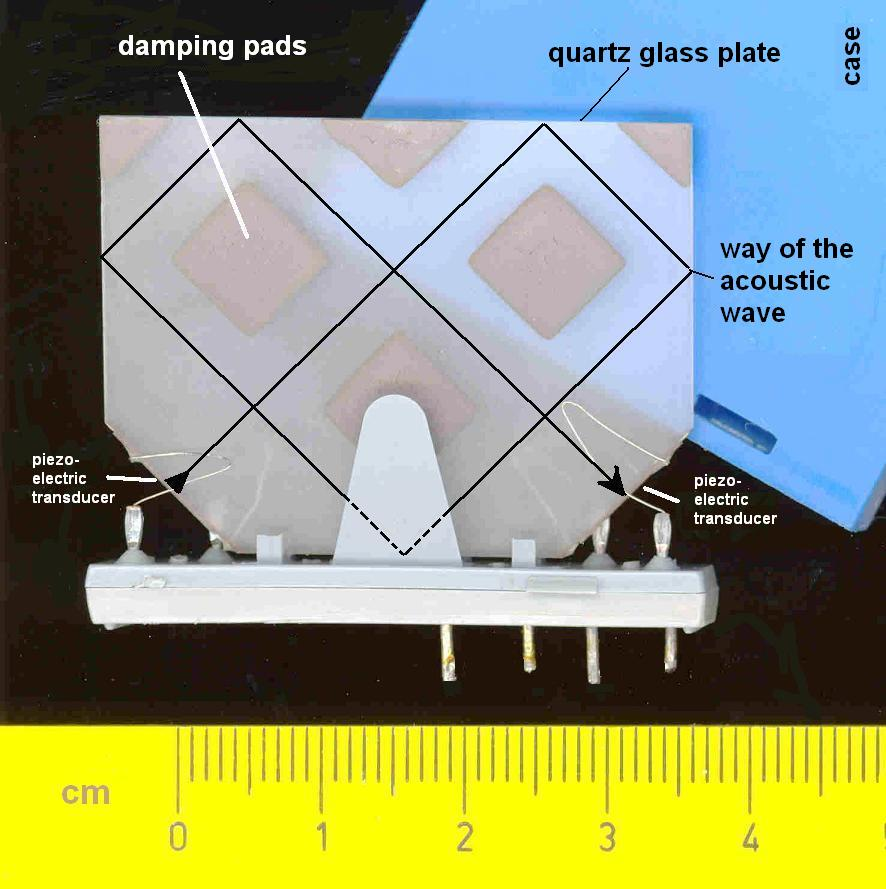
Akustyczna linia opóźniająca pamięci analogowej dekodera SECAM

Linia opóźniająca (nazywana też nieprawidłowo pętlą opóźniającą) – układ elektryczny lub elektroniczny wprowadzający opóźnienie przechodzącego przez niego sygnału elektrycznego. Opóźnienie może być realizowane na drodze elektrycznej lub akustycznej.

## Zastosowania
- Formowanie impulsów napięciowych[1].
- Synchronizowanie sygnałów z głośników umieszczonych w różnej odległości[2].
- W telewizorach analogowych służyły do dekodowania obrazu – w systemie SECAM część informacji o kolorze była kopiowana z poprzedniej linii obrazu. W roli pamięci przechowującej te informacje występowały szklane linie opóźniające. Pozwalały one też poprawić jakość obrazu w systemie PAL.
- Pamięć rtęciowa będąca odmianą linii opóźniającej, stosowana była jako RAM niektórych wczesnych komputerów.
- Jako efekt gitarowy, z niewielkim opóźnieniem (rzędu ułamka sekundy) symulujący jednoczesną grę na wielu instrumentach (tzw. efekt chorus), a także efekty flanger, delay i vibrato[3].
- Jako „cenzura” w przypadku stacji radiowych[4][5] i telewizyjnych nadających na żywo, umożliwia wycięcie lub edycję na bieżąco emitowanego nagrania.